# Flamenco de Francia
El flamenco francés (autónimo: Fransch Vlaemsch [fr ã n ʃ f l a m] ) o flamenco de Francia ( Vlaemsch van Frankryke, [ v l a m ʃ f ã n f r a n k r i k ] ) es la variedad del flamenco occidental que se tradicionalmente se ha hablado en el departamento del Norte de Francia. Esta variedad también se habló en algunas localidades del Paso de Calais en el XIX.
Según el Instituto Nacional de Estadística y Estudios Económicos (Insee), en 1999 el número de hablantes era de 60 000, cuando en 1806 la encuesta lingüística de Montbret contabilizó 156 973 hablantes, 155 712 en el departamento del norte y 1261 en el Paso de Calais.

## Estado y especificidades
Tiene reconocimiento oficial por parte de la República Francesa como uno de los idiomas regionales de Francia. Aunque la Delegación General para la Lengua Francesa y las Lenguas de Francia (DGLFLF) lo denomina «flamenco occidental». El flamenco francés se diferencia del flamenco oriental (Oost-Vlaams) y del flamenco occidental (West-Vlaams), aunque se considera un dialecto, por ciertos elementos de la gramática, la pronunciación (por ejemplo, el fonema /ʃ / no existe en neerlandés estándar) y por la ortografía más tradicional y fiel al flamenco antiguo de la región (por ejemplo, la preservación de «ae», pronunciado [ ɒ ː ] o [ ɔ ː ], que corresponde al holandés estándar «aa», pronunciado [ a ː ] ).
Por otro lado, el Instituto Regional de Lengua Flamenca (ANVT) rige a las asociaciones y funcionarios electos del distrito de Dunkerque (desde Dunkerque a Armentières) y cuyos objetivos generales son salvaguardar, transmitir y promover el flamenco francés en las esferas sociales, culturales y económicas así como también gestionar que las autoridades les permitan la enseñanza del idioma como lengua regional de Francia.

## Denominación
En 1858, Jules de Saint-Genois dijo que «los flamencos de Francia hablan dialecto flamenco (plat-vlaemsch», el término plat-vlaemsch es una variante de plat Vlaams que significa «dialecto flamenco».
Los nombres Fransch Vlaemsch  (flamenco francés) y Vlaemsch van Frankryke (flamenco de Francia) permiten marcar una diferencia con el flamenco belga, que puede ser geográfica, lingüística, histórica, etc.
La palabra vlaemsch también se utiliza sola para designar este dialecto francés; éste también se escribe vlamsch, por lo tanto sin «e».

## Historia

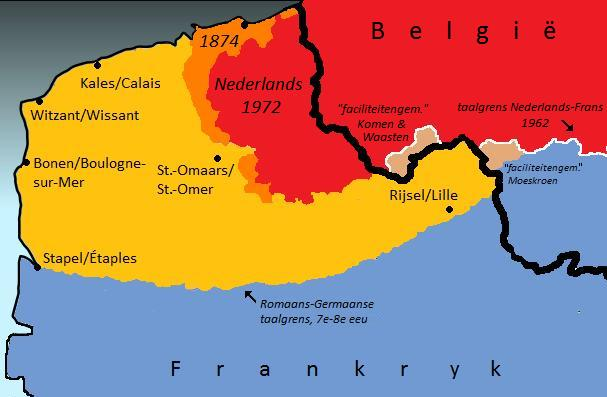
Área lingüística neerlandesa y posteriormente flamenca tras el transcurso de los siglos como parte de Francia.
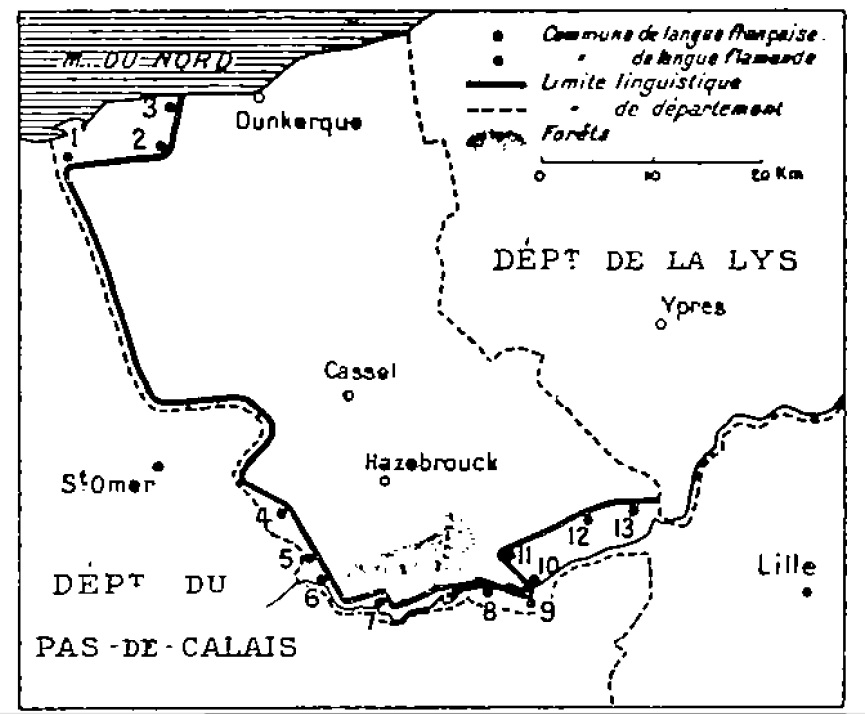
La frontera lingüística franco-flamenca en la época del Primer Imperio (1804-1815).
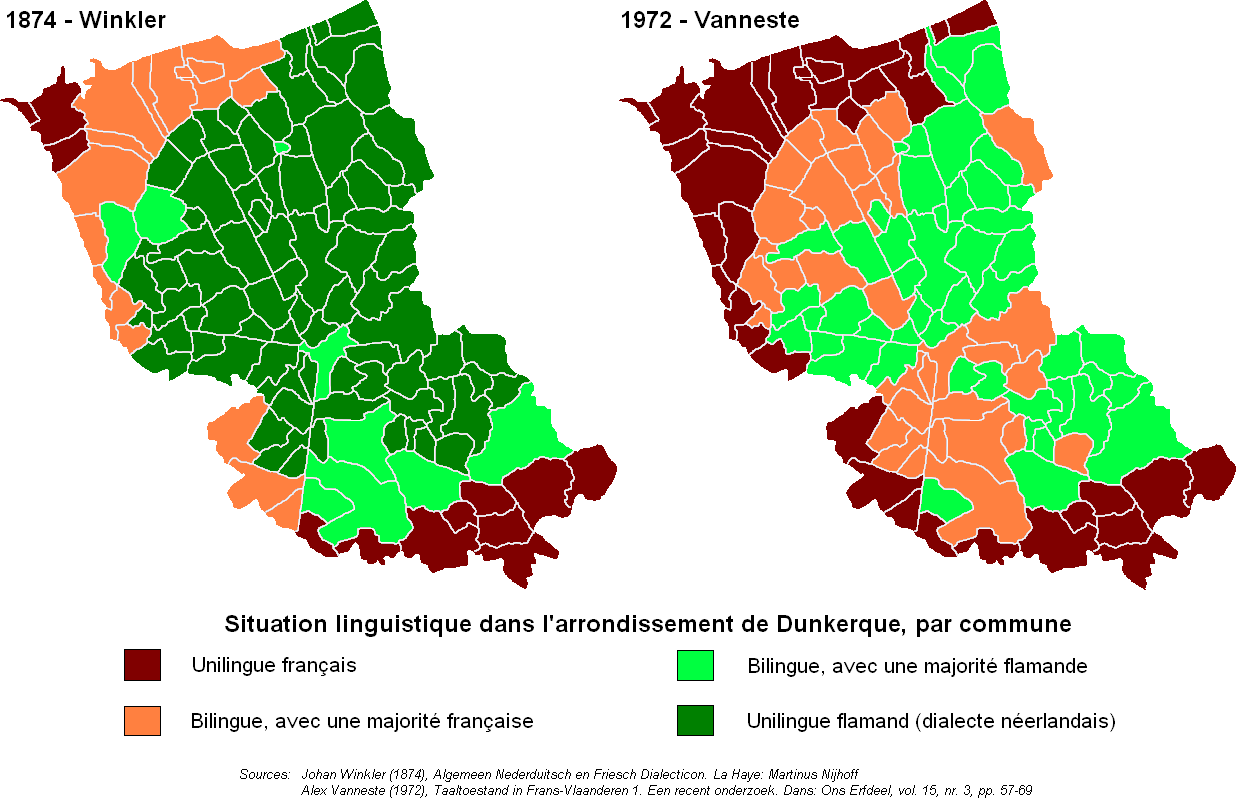
Situación lingüística en el distrito de Dunkerque, en 1874 y 1972.

La extensión del flamenco era mucho mayor comparada con la extensión actual en la Francia metropolitana. Esto se ve reflejado en los topónimos del Norte del Paso de Calais, por ejemplo, la comuna de Wissant cuyo nombre proviene del flamenco «witsant» (arena blanca).
Las cámaras de retórica dan testimonio de la vida intelectual flamenca en el Flandes francés. Estas sociedades se crearon en el siglo XV y se encargaban de organizaban las festividades religiosas de los pueblos y ciudades, la de Eecke, por ejemplo, data de 1542. También organizaban concursos públicos para «mantener la pureza de la lengua flamenca en su forma y pronunciación» así como fomentar la poesía en flamenco. Algunas cámaras eran públicas, y continuaron en funcionamiento hasta el siglo XIX, incluso hasta el siglo XX en el caso de la cámara restaurada de Eecke.
Michel de Swaen fue un escritor, poeta y dramaturgo de habla neerlandesa del siglo XVII, nativo del Flandes francés. En sus obras, la gente común habla flamenco mientras que los nobles hablan una forma escrita fuertemente influenciada por el brabantino y el holandés .

### SigloXIX
A principios del siglo XIX en los distritos Dunkerque y Hazebrouck todas las comunas eran de habla flamenca, a excepción de tres del distrito de Dunkerque (Gravelines, Loon y Mardick) que eran exclusivamente francófonas, así como diez municipios del distrito de Hazebrouck que de igual forma solo hablaban francés: Blaringhem, Boeseghem, Thiennes, Haverskerque, Merville, La Gorgue, Estaires, Neuf-Berquin, Steenwerck y Nieppe. En Holque y Saint-Momelin también se hablaba francés pero coexistía con el flamenco y en el distrito de Lille, solo la comuna de Wervicq-Sud hablaba flamenco.
Según una carta del prefecto del 13 septembre 1806, de los 671 municipios del departamento del Norte, 99 eran flamencos y 572 franceses. Aun así en 1806, había 155 712 hablantes de flamenco en el departamento del Norte y 1261 en Paso de Calais. En 1807, de acuerdo a una carta de un subprefecto, los habitantes de las comunas de Clairmarais, Ruminghem y los suburbios de Saint-Omer continuaron hablando su «flamenco corrupto». Lo usaban junto con el francés que practicaban en lugar de su flamenco [sic].
Abel Hugo hacia 1835 decía que el flamenco era la lengua habitual en los distritos de Hazebrouck y Dunkerque. Sin embargo, todos sus habitantes también sabían y hablaban francés, siendo este último punto una conquista de la revolución francesa. Cincuenta años antes era casi imposible encontrar a alguien que no fuer monolingüe en flamenco.
En 1845, en Paso de Calais, las localidades de Clairmarais, Saint-Folquin, Haut-Pont, Saint-Omer-Cappelle, Oye, Ruminghem y Vieille-Eglise eran lugares donde todavía se hablaba flamenco.
La Comisión Histórica del Departamento del Norte en 1845 y el Comité Flamenco de Francia de manera más completa en 1857, tomaron nota de la situación lingüística en el norte de Francia. Como resultado, de los 59 municipios que componían el distrito de Dunkerque, 40 hablaban flamenco de manera exclusiva; 2 francés ; 5 flamenco de manera dominante y francés; 13 franceses de manera dominante y flamenco.
Antes de su incorporación definitiva a Francia, los habitantes del distrito de Dunkerque hablaban exclusivamente la lengua flamenca. Esta situación no había cambiado significativamente en 1862. Una parte considerable de la población conocía el francés en 1862 pero la mayoría de los habitantes, en especial los obreros y campesinos, seguían hablando flamenco.
Hacia 1863, la lengua hablada por los habitantes del distrito de Hazebrouck, en especial la clase obrera y agrícola, era el flamenco. Esto como resultado de un trabajo estadístico realizado en 1857 en el que se concluyó que de los cincuenta y tres municipios que componían el distrito, treinta y uno hablaban exclusivamente flamenco; ocho exclusivamente francés; once bilingües más flamencoparlantes; y tres bilingües más francófonos.

### SiglosXXyXXI

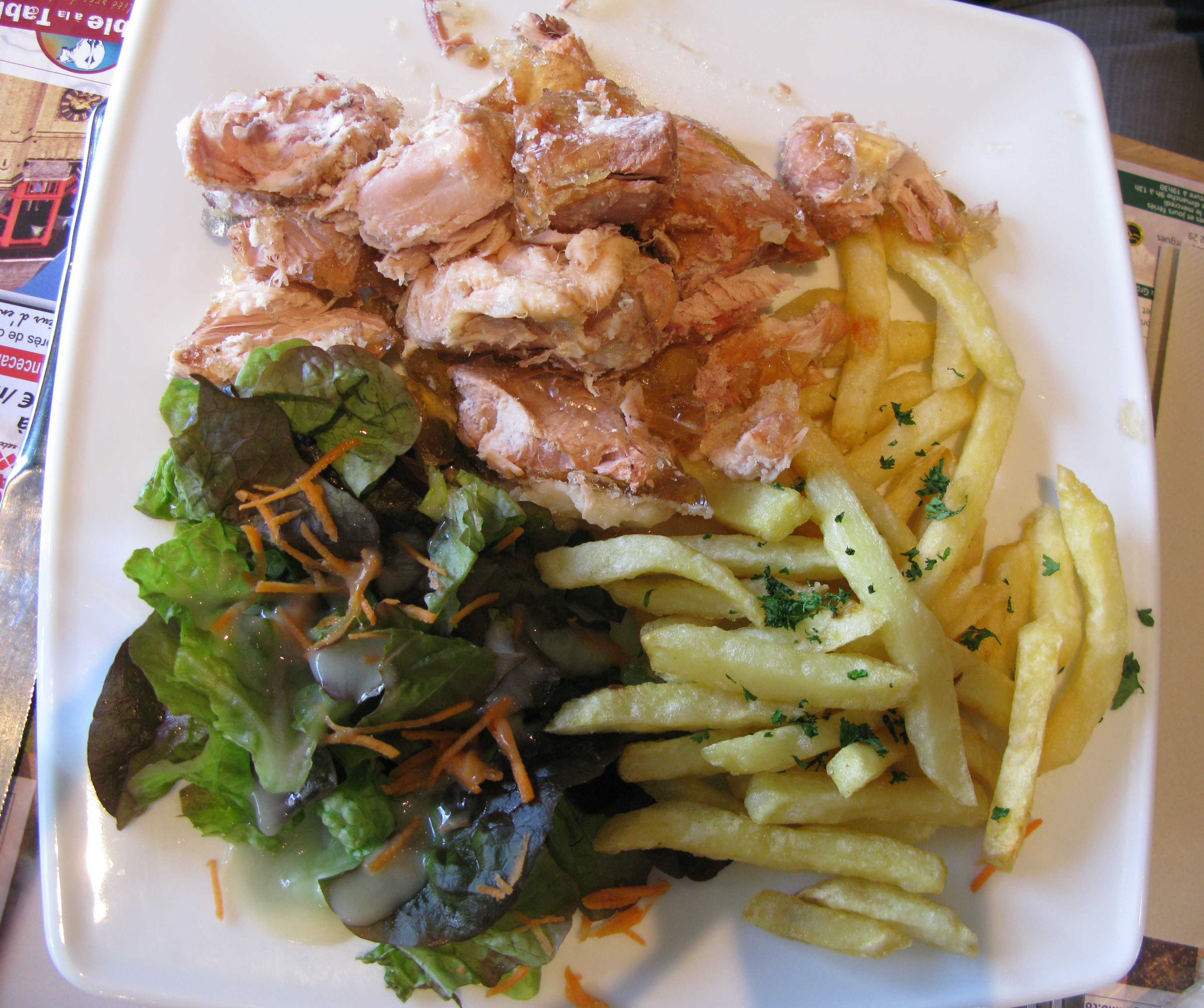
Potjevleesch significa «pequeña olla de carnes».

Un censo de 1911 reveló que 75% de horticultores de Saint-Omer hablaban flamenco occidental.
En 1972, Alex Vanneste llevó a cabo un nuevo estudio sobre la situación lingüística en el distrito de Dunkerque, cuyo resultado fue que la lengua francesa había ganado terreno respecto a 1874  ya que todas las comunas bilingües mayoritariamente francófonas de habían vueltomonolingües francesas.
En 1978 se creó la radio Uylenspiegel en Cassel, primero como radio pirata y luego en FM en 1982, con el objetivo de promover la lengua y la cultura flamencas. En 2002, 10 El % de sus programas se emiten en flamenco. Además, tres revistas regionales, a saber, Platch'iou (1981-2000), Revue de l'Houtland (1979-2001)  e Yser houck (desde 1989), dedican periódicamente artículos a diversos aspectos. del flamenco en Francia e incluyen textos en flamenco u holandés regionales.
Según la encuesta del INSEE realizada conjuntamente con el censo de 1999, la lengua flamenca, que hablada aproximadamente por 60 000 personas mayores de 18 años, en especial por las generaciones más grandes. La proporción de hablantes de flamenco se divide por 13.3, entre personas mayores de 60 años y menores de 25 años. La tasa de preservación de la lengua flamenca, definida como la proporción de adultos que crecieron escuchando flamenco de padres y que además lo utilizan, aunque sólo sea ocasionalmente, es de un tercio (33 %), esta proporción alcanza el 42 % entre agricultores. El 33 % como tasa de conservación implica la de 11 % de conservación sólo después de dos generaciones, es decir en más o menos 60 años. Entre los hablantes de flamenco, la mitad pertenece a las categorías de obreros y empleados, y 11 % son agricultores.
A principios del siglo XXI, el flamenco francés no se hablaba más que mínimamente desde el distrito de Dunkerque, hasta Armentières, al oeste de Lille ("capital de Flandes» que nunca ha hablado flamenco). En los años 1980 y 1990, gracias a la acción de la asociación Tegaere Toegaen, se enseñó flamenco francés en varias escuelas, como la LV3 "Lengua y cultura regionales flamencas» o en clubes, así como en algunas escuelas primarias. En la década de 1990, un “opción flamenca» se propuso en la Escuela Normal. Desde mediados de la década de 2000, a petición del Instituto Regional Flamenco de Lengua, se ha vuelto a enseñar flamenco en la escuela primaria en algunos planteles como parte de un experimento.
Gracias a la creación de la Oficina Pública del Flamenco Occidental (Office public du flamand-occidental), creado el 27 de marzo de 2018 por la comisión permanente del Consejo Regional de Alta Francia, hay nuevas perspectivas para el «rescate» del flamenco. Esta oficina es la quinta de este tipo en Francia después de la de la lengua vasca  (GIP creada en 2004), la de la lengua bretona (EPCC creada en 2010), la de la lengua occitana  (EPCC creada en 2015) y el de la lengua catalana (GIP creado en 2016).

#### Libros de texto
- Frédéric Devos, Schryven en klappen - Pour apprendre le flamand, 2012, 82 p., ISBN 9782746637580 Méthode d'initiation et d'apprentissage du flamand de France, pour débutants
- Jean-Louis Marteel, Cours de flamand - Het Vlaams dan men oudders klappen, 1992, 444 p., ISBN 2840030055 Cette méthode suit la précédente dans l'apprentissage de la langue.
- Jean-Louis Marteel, Cours de flamand, tome 2, Nord’Imprim, 2013, 600 p. Cette méthode approfondit la connaissance et la maîtrise de la langue.

#### Diccionarios
- Colectivo ANVT-ILRF, El gran diccionario del flamenco occidental en Francia - Den Grooten Woordenboek van 't West-Vlamsch in Frankryk, Uutgeever, 2018
- Arthur Fagoo, Joël Sansen, Philippe Simon, flamenco-francés, diccionario francés-flamenco, Dunkerque : Westhoek-Éditions ; Bourbourg : Tegeare Toegaen, 1985ISBN 2903077509
- Cyriel Moeyaert, Woordenboek van het Frans-Vlaams - Diccionario de francés flamenco, Davidsfonds, 2005ISBN 9063065272
- Cyriel Moeyaert, Nieuw oud flamenco nieuwe lemma's ter aanvulling van het Woordenboek van het Frans-Vlaams, n 1, 2011ISBN 9789071326301 ; n 2, 2016ISBN 9789071326370